# Kateřina Jagellonská

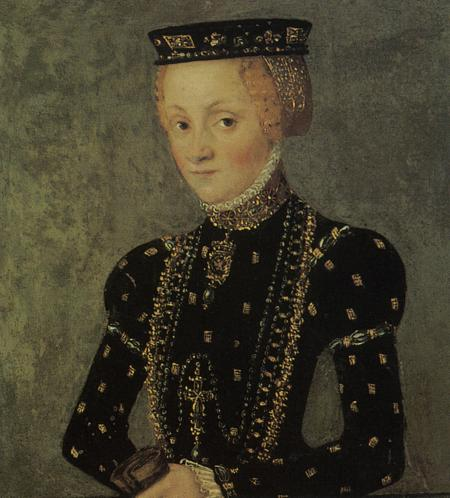
Kateřina Jagellonská

Kateřina Jagellonská (1. listopadu 1526, Krakov, Polsko – 16. září 1583, Stockholm, Švédsko) byla rodem polská princezna a sňatkem s Janem III. Švédským v letech 1562–1583 finskou kněžnou a v letech 1568–1583 švédskou královnou.

## Původ, mládí
Narodila se jako nejmladší dcera polského krále Zikmunda I. Starého a jeho manželky Bony Sforzy. V souvislosti s manželstvím bratra Zikmunda II. Augusta s Barbarou Radziwiłłównou, uzavřeným v roce 1547, jeho pobytem ve Vilniusu a smrtí otce v roce 1548 spolu s matkou a sestrami přesídlila z Krakova do Mazovska kde Bona dostala vdovské statky.

## Manželství
4. října roku 1562, v pokročilém věku 36 let, se Kateřina ve Vilniusu (Litva) provdala za švédského prince Jana III. Švédského, knížete finského, aniž by vévoda Jan měl k tomuto sňatku svolení od svého staršího bratra, švédského krále Erika XIV. Novomanželé se usídlili na hradě ve finském Turku, kde drželi svůj vlastní dvůr.

### Uvěznění
Erik XIV. Švédský považoval tento sňatek, který znamenal Janovo spojenectví s Polskem a Litvou, za spiknutí a vzpouru, vyhlásil svému nevlastnímu bratrovi válku a poslal 10 000 mužů, aby oblehli hrad v Turku, který 12. srpna 1563 kapituloval. Kateřina a její manžel byli odvezeni do Švédska, kde byli uvězněni na hradě Gripsholm nedaleko Stockholmu. Během uvěznění Kateřina porodila všechny tři své děti.

### Královna
V roce 1568 kulminovaly spory krále Erika se šlechtou, k moci se dostal Jan a uvězněn byl naopak Erik. V roce 1569 byla Kateřina v uppsalské katedrále korunována královnou Švédska. Na svého manžela měla značný vliv a udělala mnoho ve prospěch katolicismu a protireformace, stejně jako její následnice a Janova druhá manželka Gunilla Bielke. Jan se snažil o jakýsi kompromis mezi katolicismem a protestantstvím. Kateřina měl vlastní katolické služebníky včetně několika katolických mnichů, což protestanty šokovalo. Z Říma přijel norský jezuita Laurentius Nicolai, kterého ubytovala ve starém františkánském klášteře a dovolila mu zde otevřít katolickou školu. Protestanti však na tuto školu zaútočili a v roce 1583 byla uzavřena. Kateřina také často navštěvovala starý klášter Vadstena. Později slavný Drottningholmský palác byl založen na její počest a je po ní i pojmenován.
V posledních letech života Kateřina trpěla dnou. Zemřela ve Stockholmu 16. září 1583 ve věku 61 let a je pohřbena v královské kryptě v katedrále v Uppsale.

## Potomci
Z manželství Kateřiny a Jana se narodily tři děti, dvě dcery a syn, nejstarší dcera však zemřela v útlém věku.
- 1. Alžběta (1564 Gripsholm – 18. 1. 1566 tamtéž), zvaná Isabela, pohřbena v katedrále ve Strängnäsu[1]
- 2. Zikmund III. Vasa (20. 6. 1566 Gripsholm – 30. 4. 1632 Varšava), velkokníže litevský, švédský král v letech 1592–1599 a polský král od roku 1587 až do své smrti[2][3]
I. ⚭ 1592 Anna Habsburská (16. 8. 1573 Štýrský Hradec – 10. 2. 1598 Varšava)[4][5]
II. ⚭ 1605 Konstance Habsburská (24. 12. 1588 Štýrský Hradec – 10. 7. 1631 Varšava)[6][7]
- 3. Anna (17. 5. 1568 Eskilstuna – 26. 2. 1625 Brodnica), svobodná a bezdětná[8][9]

Kateřina nechala vychovat svého syna v katolické víře, v roce 1576 jej poslala na výchovu k jezuitům do Braunsbergu. Zikmund se stal roku 1587 polským králem a litevským knížetem, roku 1592 pak se stal i králem švédským, jeho náklonnost ke katolictví a slabé vztahy s obyvatelstvem země však vedly v roce 1599 k jeho svržení ze švédského trůnu.

## Vývod z předků
|                      |                         |  |                     |                              |  |  |  |  |  |  |  | Algirdas |
|                      |                         |  |                     |                              |  |  |  |  |  |  |  |          |
|                      | Vladislav II. Jagello   |  |                     |                              |  |  |  |  |  |  |  |          |
|                      |                         |  |                     |                              |  |  |  |  |  |  |  |          |
|                      |                         |  |                     | Uljana Tverská               |  |  |  |  |  |  |  |          |
|                      |                         |  |                     |                              |  |  |  |  |  |  |  |          |
|                      | Kazimír IV. Jagellonský |  |                     |                              |  |  |  |  |  |  |  |          |
|                      |                         |  |                     |                              |  |  |  |  |  |  |  |          |
|                      |                         |  |                     | Andrew Olshansky             |  |  |  |  |  |  |  |          |
|                      |                         |  |                     |                              |  |  |  |  |  |  |  |          |
|                      | Sofie Litevská          |  |                     |                              |  |  |  |  |  |  |  |          |
|                      |                         |  |                     |                              |  |  |  |  |  |  |  |          |
|                      |                         |  |                     | Alexandra Dmitrijevna Drucká |  |  |  |  |  |  |  |          |
|                      |                         |  |                     |                              |  |  |  |  |  |  |  |          |
|                      | Zikmund I. Starý        |  |                     |                              |  |  |  |  |  |  |  |          |
|                      |                         |  |                     |                              |  |  |  |  |  |  |  |          |
|                      |                         |  |                     | Albrecht IV. Habsburský      |  |  |  |  |  |  |  |          |
|                      |                         |  |                     |                              |  |  |  |  |  |  |  |          |
|                      | Albrecht II. Habsburský |  |                     |                              |  |  |  |  |  |  |  |          |
|                      |                         |  |                     |                              |  |  |  |  |  |  |  |          |
|                      |                         |  |                     | Johana Žofie Bavorská        |  |  |  |  |  |  |  |          |
|                      |                         |  |                     |                              |  |  |  |  |  |  |  |          |
|                      | Alžběta Habsburská      |  |                     |                              |  |  |  |  |  |  |  |          |
|                      |                         |  |                     |                              |  |  |  |  |  |  |  |          |
|                      |                         |  |                     | Zikmund Lucemburský          |  |  |  |  |  |  |  |          |
|                      |                         |  |                     |                              |  |  |  |  |  |  |  |          |
|                      | Alžběta Lucemburská     |  |                     |                              |  |  |  |  |  |  |  |          |
|                      |                         |  |                     |                              |  |  |  |  |  |  |  |          |
|                      |                         |  |                     | Barbora Celjská              |  |  |  |  |  |  |  |          |
|                      |                         |  |                     |                              |  |  |  |  |  |  |  |          |
| Kateřina Jagellonská |                         |  |                     |                              |  |  |  |  |  |  |  |          |
|                      |                         |  |                     |                              |  |  |  |  |  |  |  |          |
|                      |                         |  | Francesco I. Sforza |                              |  |  |  |  |  |  |  |          |
|                      |                         |  |                     |                              |  |  |  |  |  |  |  |          |
|                      | Galeazzo Maria Sforza   |  |                     |                              |  |  |  |  |  |  |  |          |
|                      |                         |  |                     |                              |  |  |  |  |  |  |  |          |
|                      |                         |  |                     | Blanka Marie Viscontiová     |  |  |  |  |  |  |  |          |
|                      |                         |  |                     |                              |  |  |  |  |  |  |  |          |
|                      | Gian Galeazzo Sforza    |  |                     |                              |  |  |  |  |  |  |  |          |
|                      |                         |  |                     |                              |  |  |  |  |  |  |  |          |
|                      |                         |  |                     | Ludvík Savojský              |  |  |  |  |  |  |  |          |
|                      |                         |  |                     |                              |  |  |  |  |  |  |  |          |
|                      | Bona Savojská           |  |                     |                              |  |  |  |  |  |  |  |          |
|                      |                         |  |                     |                              |  |  |  |  |  |  |  |          |
|                      |                         |  |                     | Anna Kyperská                |  |  |  |  |  |  |  |          |
|                      |                         |  |                     |                              |  |  |  |  |  |  |  |          |
|                      | Bona Sforza             |  |                     |                              |  |  |  |  |  |  |  |          |
|                      |                         |  |                     |                              |  |  |  |  |  |  |  |          |
|                      |                         |  |                     | Ferdinand I. Ferrante        |  |  |  |  |  |  |  |          |
|                      |                         |  |                     |                              |  |  |  |  |  |  |  |          |
|                      | Alfons II. Neapolský    |  |                     |                              |  |  |  |  |  |  |  |          |
|                      |                         |  |                     |                              |  |  |  |  |  |  |  |          |
|                      |                         |  |                     | Isabella z Chiaromonte       |  |  |  |  |  |  |  |          |
|                      |                         |  |                     |                              |  |  |  |  |  |  |  |          |
|                      | Isabela Aragonská       |  |                     |                              |  |  |  |  |  |  |  |          |
|                      |                         |  |                     |                              |  |  |  |  |  |  |  |          |
|                      |                         |  |                     | Francesco I. Sforza          |  |  |  |  |  |  |  |          |
|                      |                         |  |                     |                              |  |  |  |  |  |  |  |          |
|                      | Ippolita Maria Sforzová |  |                     |                              |  |  |  |  |  |  |  |          |
|                      |                         |  |                     |                              |  |  |  |  |  |  |  |          |
|                      |                         |  |                     | Blanka Marie Viscontiová     |  |  |  |  |  |  |  |          |
|                      |                         |  |                     |                              |  |  |  |  |  |  |  |          |